# 安德鲁·格林
安德鲁·格林 （英語：Andrew Green，1965年6月14日—）是一名英国一级方程式赛车工程师，目前担任阿斯顿·马丁的首席技术官。

## 生平
1990年，格林加入新组建的乔丹车队，开启了他的赛车运动生涯。
20世纪90年代中期，他在乔丹车队连续担任了多年的赛车工程师。
1998年，格林加入英美车队，担任机械设计总监；2004年，格林转投红牛车队，担任研发总监。
2010年，格林回到银石，此时的乔丹车队已更名为印度力量车队，格林接管了车队运营的技术控制权，最初担任工程总监。
2011年，格林被任命为技术总监，任期至2021年6月。
2021年，格林在阿斯顿·马丁车队担任首席技术官。
2023年，格林在阿斯顿·马丁担任首席技术官。